# Thánh đường St. Jadwiga, Trzebnica

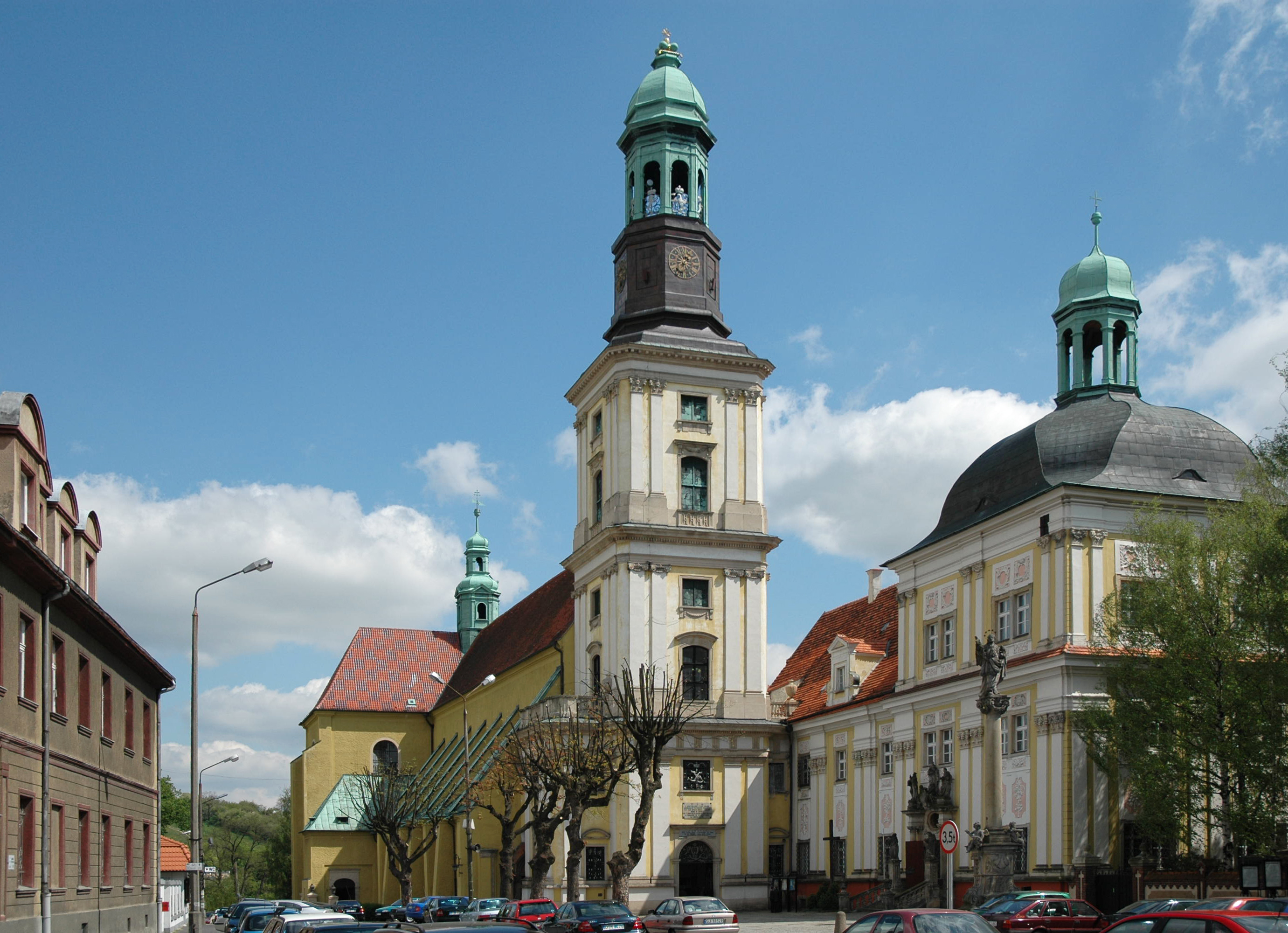
Thánh đường St Jadwiga

Thánh đường St. Jadwiga ở Trzebnica, còn được gọi là Tu viện Trzebnica, là một tu viện cho các nữ tu dòng Xít ở Trzebnica, phía bắc Wrocław, thuộc vùng Silesia, Ba Lan, được thành lập vào năm 1203. Nó đã bị bỏ hoang trong vài thập kỷ vào thế kỷ 19. và sau đó được các Nữ tu thuộc Lòng thương xót của Thánh Borromeo tiếp quản vào năm 1889.

## Lịch sử
Tu viện được thành lập bởi công tước Silesian Piast - Henry I the Bearded và vợ Saint Hedwig of Andechs (tiếng Ba Lan: Święta Jadwiga Śląska), được xác nhận bởi Giáo hoàng Innocent III. Truyền thuyết về sự thành lập của nó kể rằng một lần Công tước Henry khi ra ngoài săn bắn đã rơi vào một đầm lầy mà từ đó ông không thể tự thoát ra được. Để đáp lại sự giải cứu khỏi vị trí nguy hiểm này, ông thề sẽ xây dựng tu viện. Với sự đồng ý của Hedwig, anh trai của bà là Ekbert ở Andechs, sau đó là Giám mục Bamberg, đã chọn các nữ tu đầu tiên chiếm tu viện. Tu viện đầu tiên là Petrussa từ Tu viên Kitzingen; bà được theo dõi bởi Gertrude, con gái của Hedwig. Tu viện được phú cho vùng đất của Công tước Henry. Khi Hedwig trở thành góa phụ vào năm 1238, bà đến sống tại Trzebnica và được chôn cất tại đây.
Cho đến năm 1515, các nữ tu là những công chúa đầu tiên của triều đại Piast và sau đó là thành viên của giới quý tộc. Người ta nói rằng vào cuối thế kỷ thứ mười ba, các nữ tu có số lượng là 120. Tu viện cũng trở thành lăng mộ của nhiều người cai trị của các Silesian Piasts bị chia cắt. Năm 1672 có 32 xơ và 6 nữ tu, năm 1805 có 23 xơ và 6 nữ tu. Các tu viện bị tất cả các loại bất hạnh cả về thời Trung Cổ và sau đó: từ nạn đói trong năm 1315, 1338, 1434, và 1617, từ vụ cháy thảm khốc trong năm 1413, 1432, 1464, 1486, 1505, 1595, và 1782. Tại Lành Cải cách, hầu hết các nữ tu là người Ba Lan, cũng chiếm đa số cho đến thế kỷ thứ mười tám.   Tu viện Trebnitz đã phải chịu đựng rất nhiều trong Chiến tranh Ba mươi năm mà các nữ tu đã chạy trốn qua biên giới trên lãnh thổ của Cộng hòa Litva Ba Lan không bị ảnh hưởng, như họ đã làm lại vào năm 1663 khi người Thổ Nhĩ Kỳ đe dọa Silesia.
Năm 1742, sau hậu quả của Chiến tranh Silesian đầu tiên và Hiệp ước Breslau, Trebnitz nằm dưới sự cai trị của Phổ Tin lành và bắt đầu chịu sự phân biệt đối xử chính trị. Tu viện cuối cùng, Dominica von Giller, biến mất vào ngày 17 tháng 8 năm 1810 và vào ngày 11 tháng 11 năm 1810, tu viện bị đàn áp và thế tục hóa theo lệnh của vua Frederick William III. Tòa nhà, rất rộng, đã được bán sau đó và biến thành một nhà máy vải. Vào cuối thế kỷ 19, tu viện đổ nát đã được mua bởi Hiệp sĩ Cứu tế và sau đó theo lệnh của Nữ tu Thánh Charles Borromeo như một bệnh viện do các nữ tu tiến hành.

## Nhà thờ tu viện
Nhà thờ, một vương cung thánh đường với những cây cột theo phong cách La Mã cổ đại, được bổ sung phong cách Baroque từ năm 1741. Nó có một số bức tranh với những cảnh trong cuộc đời St.Hedwig của Michael Willmann. Sau khi thế tục hóa tu viện, nó trở thành nhà thờ giáo xứ Trebnitz.
Ngôi mộ của St.Hedwig nằm trong một nhà nguyện bên phải của bàn thờ cao, do cháu trai của bà là Đức Tổng Giám mục Ladislaus của Salzburg tặng vào năm 1267. Ngôi mộ của Công tước Henry I, chồng bà, nằm trước bàn thờ.

## Chôn cất
- Konrad the xoăn, con trai của Henry I và St. Hedwig, 1213
- Henry I the Bearded, Công tước Ba Lan, Công tước Silesia và Wrocław, 1238
- Hedwig of Andechs, góa phụ, 1243
- Konrad von Feuchtwangen, Chưởng môn Hiệp sĩ Teutonic, 1296
- Karolina của Legnica-Brieg, con cháu cuối cùng của Silesian Piasts, 1707